# Медаль Военного времени
Медаль Военного времени (итал. Medaglia commemorativa del periodo bellico 1940-43) — награда Королевства Италия, предназначенная для награждения всех итальянских участников Второй мировой войны.

## Знак Военного времени
Награда, изначально появившаяся как знак Военного времени 1940–43, впервые упоминается в циркуляре № 91700 Военного министерства от 4 ноября 1941 года. Была наделена исключительно почётным статусом указом президента Италии № 1590 от 17 ноября 1948 года.
Знак представляет собой шёлковую ленту шириной 37 мм с 19 чередующимися вертикальными линиями: 10 зелёными (в том числе две по краям) и 9 красными.
За каждый год военной службы на ленту прикреплялась металлическая звезда.
Данный знак имели право носить:
- военные и военизированные части итальянских вооруженных сил;
- сотрудники финансовой полиции;
- личный состав итальянского Красного Креста[англ.] и Суверенного военного Мальтийского ордена;
- ассоциированные с войсками гражданские лица;
- погибшие или получившие ранения в ходе выполнения своих воинских обязанностей в период с 11 июня 1940 года по 20:00 8 сентября 1943 года;
- награждённые медалью «За воинскую доблесть» или крестом «За боевые заслуги».

Специальное разрешение на ношение знака по требованию заинтересованного лица выдавались органами министерства обороны.

## Медаль Военного времени
Указом президента Джованни Гронки № 399 от 6 мая 1959 года знак был преобразован в памятную медаль.
Памятная медаль Военного времени 1940-43 представляла собой бронзовый диск диаметром 33 мм.
На реверсе образ богини Ромы с могилы Неизвестного солдата в Риме; на реверсе венок из лавровой ветви (слева) и дубовой ветвью (справа) с пятиконечной звездой в центре, надписью «Guerra 1940-43» вверху и буквой «Z» внизу.
Медаль носится на левой стороне груди на шёлковую ленту, в те же цветах, что и знак. И в монархическую, и в республиканскую эпоху, за каждый году военной службы к ленте прикреплялась полированная металлическая звезда:
| Ленты             |              |               |               |               |
| менее года службы | 1 год службы | 2 года службы | 3 года службы | 4 года службы |

## Двойная награда
Вышеупомянутым указом № 1590 был также учреждён знак Освободительной войны, который тем же указом № 399 был преобразован в медаль. Медаль «В память Освободительной войны» идентична данной награде, за исключением дат («1943-45»). Таким образом, одна награда предназначалась для тех, кто воевал против союзников, а другая — для тех, кто — вместе с союзниками — воевал против Германии. Многие солдаты получили обе награды, поскольку сражались как до, так и во время и после 8 сентября.